# Định lý Borsuk–Ulam
Trong toán học, định lý Borsuk-Ulam khẳng định rằng tất cả các hàm liên tục từ một hình cầu n chiều vào một không gian Euclid n chiều sẽ gửi ít nhất một cặp điểm đối cực đến cùng một điểm.
Tức là, nếu {\displaystyle f:S^{n}\to \mathbb {R} ^{n}} là một ánh xạ liên tục thì tồn tại {\displaystyle x\in S^{n}} sao cho: {\displaystyle f(-x)=f(x)}.
Trường hợp {\displaystyle n=1} có thể được minh họa bằng cách nói rằng luôn tồn tại một cặp điểm đối diện trên đường xích đạo của Trái đất có cùng nhiệt độ. Điều này cũng đúng với bất kỳ vòng tròn nào. Ngoài ra, ta cần giả định nhiệt độ thay đổi liên tục.
Trường hợp {\displaystyle n=2} thường được minh họa bằng cách nói rằng tại bất kỳ thời điểm nào, luôn có một cặp điểm đối cực trên bề mặt Trái đất với nhiệt độ và áp suất khí quyển bằng nhau. Tương tự, điều này cũng đúng với bất kỳ mặt cầu nào, và ta giả sử rằng nhiệt độ và áp suất không khí thay đổi liên tục.

## Phát biểu tương đương
Các phát biểu sau tương đương với định lý Borsuk-Ulam.

### Hàm lẻ
Một hàm {\displaystyle g} được gọi là lẻ nếu với mọi {\displaystyle x}: {\displaystyle g(-x)=-g(x)}.
Định lý Borsuk–Ulam tương đương với phát biểu sau: Một hàm lẻ liên tục từ hình cầu n chiều vào không gian Euclid n chiều có ít nhất một không điểm.
Chứng minh:
- Nếu định lý Borsuk-Ulam là đúng, thì nó đúng cho các hàm lẻ, và với một hàm lẻ, {\displaystyle g(-x)=g(x)} khi và chỉ khi {\displaystyle g(x)=0}. Do đó mọi hàm liên tục lẻ đều có ít nhất một không điểm.
- Với mọi hàm liên tục {\displaystyle f}, hàm sau là liên tục và lẻ: {\displaystyle g(x)=f(x)-f(-x)}. Nếu mọi hàm lẻ liên tục có không điểm thì {\displaystyle g} có không điểm, và do đó, {\displaystyle f(x)=f(-x)}. Do đó định lý Borsuk-Ulam là đúng.

### Phép co
Xét một hàm {\displaystyle h:S^{n}\to S^{n-1}.} Ta gọi một hàm như vậy là một phép co. Định lý Borsuk–Ulam tương đương với khẳng định sau: không có phép co liên tục lẻ.
Chứng minh:
Nếu định lý đúng, thì mọi hàm lẻ liên tục từ {\displaystyle S^{n}} phải chứa 0 trong tạo ảnh của nó (xét phép nhúng tiêu chuẩn {\displaystyle S^{n-1}\subset \mathbb {R} ^{n}}). Tuy nhiên, {\displaystyle 0\notin S^{n-1}} vì vậy không thể có một hàm lẻ liên tục có tạo ảnh là {\displaystyle S^{n-1}}.
Ngược lại, nếu định lý là không đúng, thì có một hàm lẻ liên tục {\displaystyle g:S^{n}\to \mathbb {R} ^{n}} không có không điểm. Ta có thể xây dựng một hàm lẻ khác {\displaystyle h:S^{n}\to S^{n-1}} bởi:
{\displaystyle h(x)={\frac {g(x)}{|g(x)|}}}
vì {\displaystyle g} không có không điểm. Do đó, ta có một phép co lẻ liên tục.

## Chứng minh định lý

### Trường hợp 1 chiều
Trường hợp 1 chiều có thể dễ dàng được chứng minh thông qua định lý giá trị trung gian.
Đặt {\displaystyle g} là một hàm thực, liên tục, lẻ trên một vòng tròn; {\displaystyle g} cũng có thể được coi là một hàm thực, liên tục, lẻ và có chu kỳ bằng 1 trên đường thẳng thực. Chọn {\displaystyle x} tùy ý. Nếu {\displaystyle g(x)=0} thì ta xong. Nếu không, không mất tính tổng quát, giả sử {\displaystyle g(x)>0.} Thế thì {\displaystyle g(-x)<0.} Do đó, theo định lý giá trị trung gian, tồn tại một điểm {\displaystyle y} giữa {\displaystyle x} và {\displaystyle -x} sao cho {\displaystyle g(y)=0}.

### Trường hợp tổng quát - chứng minh tô pô đại số
Giả sử rằng {\displaystyle h:S^{n}\to S^{n-1}} là một hàm liên tục lẻ với {\displaystyle n>2} (trường hợp {\displaystyle n=1} được xử lý ở trên, trường hợp {\displaystyle n=2} có thể được xử lý bằng lý thuyết phủ sơ cấp). Do hàm là lẻ, ta có một hàm liên tục cảm sinh {\displaystyle h':\mathbb {RP} ^{n}\to \mathbb {RP} ^{n-1}} giữa các không gian xạ ảnh thực, tạo ra một đồng cấu cấu trên các nhóm cơ bản. Đồng cấu này là một đẳng cấu. Theo định lý Hurewicz, phép đồng cấu vành cảm sinh trên đối đồng điều với hệ số trong {\displaystyle \mathbb {F} _{2}},
{\displaystyle \mathbb {F} _{2}[a]/a^{n+1}=H^{*}(\mathbb {RP} ^{n};\mathbb {F} _{2})\leftarrow H^{*}(\mathbb {RP} ^{n-1};\mathbb {F} _{2})=\mathbb {F} _{2}[b]/b^{n},}
gửi {\displaystyle b} đến {\displaystyle a}. Nhưng {\displaystyle b^{n}=0} và {\displaystyle a^{n}\neq 0}, mâu thuẫn.

### Trường hợp tổng quát - chứng minh toán học tổ hợp
Định lý Borsuk – Ulam có thể được chứng minh bằng bổ đề Tucker trong toán học tổ hợp.

## Hệ quả
- Không có tập hợp con nào của {\displaystyle \mathbb {R} ^{n}} đồng phôi với {\displaystyle S^{n}}
- Định lý bánh mì dăm bông: Cho mọi họ các tập hợp compact A1,..., An trong {\displaystyle \mathbb {R} ^{n}}, ta luôn có thể tìm thấy một siêu phẳng chia mỗi tập thành hai tập con có độ đo bằng nhau.